# Operación Red del cielo
La operación Red del cielo es una operación clandestina del Ministerio de Seguridad Pública de la República Popular China para detener a los chinos en el extranjero que ve como fugitivos culpables de delitos financieros en la China continental. La iniciativa se lanzó en 2015 para investigar empresas extraterritoriales y bancos clandestinos que transfieren dinero al exterior. Según los informes, se consolidó con la operación Caza de zorros y devolvió a alrededor de 10,000 fugitivos a China en la última década, incluidos disidentes políticos y activistas.

## Violaciones de derechos humanos
La ONG de derechos humanos Safeguard Defenders destacó los métodos utilizados en la operación Red del cielo, incluida la detención de familiares de fugitivos en la China continental, el envío de agentes al extranjero para intimidar ilegalmente a la persona en su ubicación en el extranjero, o secuestrarla y devolverla a China. En algunos casos, las autoridades congelaron bienes familiares o incluso amenazaron con quitarles a sus hijos.